# Johann von Mestmacher
Johann von Mestmacher (* 17. Augustjul. / 28. August 1733greg. in Reval; † 10. Dezemberjul. / 22. Dezember 1805greg. in Sankt Petersburg) war ein deutsch-baltischer Diplomat in Diensten des Russischen Kaiserreichs.

## Leben
Mestmacher war der Sohn des gleichnamigen Baumeisters der russischen Admiralität. Nach dem Studium trat er in den russischen Auswärtigen Dienst in Sankt Petersburg ein. Er war als Legationssekretär in Stockholm und seit 1770 in Kopenhagen eingesetzt, wo er von 1770 bis 1772 als russischer Geschäftsträger tätig war. 1772 wurde er zum Legationsrat befördert.
Mestmacher war nach dem Vertragsschluss von Zarskoje Selo von 1774 bis 1784 als bevollmächtigter Minister russischer Gesandter beim Hochstift Lübeck in Eutin. Von 1784 bis 1789 vertrat er Russland als Ministerresident am Hof von Herzog Peter von Biron in Mitau und war danach von 1789 bis 1799 Gesandter am königlich sächsischen Hof in Dresden, wo er sein Amt allerdings erst 1790 antrat. Mestmacher wurde zum 1797 Geheimrat ernannt und im Dezember 1798 aus dem diplomatischen Dienst verabschiedet.
Mestmacher heiratete 1774 in Kopenhagen Wilhelmine Juliane von Wedel-Jarlsberg (1752–1789). 1777 erfolgte seine Nobilitierung zum polnischen Baron mit Adelsdiplom vom 21. April 1782; 1789 erhielt er das kurländische Indigenat. Ebenfalls während seiner Eutiner Zeit erhielt er 1777 die von Peter Friedrich Ludwig wegen seiner Wahl zum Koadjutor resignierte bischöfliche Distinkt-Präbende und wurde so Domherr des Lübecker Domkapitels.
Sein Sohn Friedrich Karl Johann Baron Mestmacher (1774–1817) ging ebenfalls in den diplomatischen Dienst Russlands; ein weiterer Sohn, Peter Friedrich Ludwig Baron Mestmacher (1779–1815), schlug die Offizierslaufbahn ein und wurde Rittmeister.